# 蘇利南莽脂鯉
蘇利南莽脂鯉，為輻鰭魚綱脂鯉目脂鯉亞目上口脂鯉科的其中一個種，分布於南美洲蘇利南Nickerie河流域，體長可達16公分，棲息在植被生長茂密的水域，生活習性不明。